# 神奈川金属バット両親殺害事件
神奈川金属バット両親殺害事件（かながわきんぞくバットりょうしんさつがいじけん）は、1980年（昭和55年）11月29日、神奈川県川崎市高津区に住む2浪目の浪人予備校生（当時20歳）が、両親を金属バットで殴り殺した殺人事件。
エリートの父親と母親を金属バットで殴り殺したという話題性から、ノンフィクションやテレビドラマの題材となった。まだ教育虐待という言葉もなかった時代であったが、受験戦争を象徴する事件として話題となった。

## 概要
予備校生（事件当時）は、父親の社宅があった東京都生まれで（両親は山口県出身）、渋谷区立渋谷小学校から港区立青南小学校に転校し、港区立青山中学校を経て、海城高等学校を卒業。高校在学中の16歳のとき、神奈川県へ引っ越した。
予備校生は野球が得意で、母親からは手間のかからない子供と言われていた。父親は東京大学経済学部卒で旭硝子東京支店建材担当支店長、厳格な性格で歌を歌うのが趣味だった。兄も事件の前年に早稲田大学を卒業後に上場企業に入社していた。
予備校生は高校入学時から成績が落ち始め、早稲田大学などの受験に失敗し、予備校へ通うが成績は伸びなかった。結局浪人1年目も受験に失敗。父親に大学受験を諦めることを勧められるが、何とか2浪することを許してもらう。だが精神的負担はますます増大し、レコードを買うために父親のキャッシュカードを無断で使用したり、酒を飲んだりするようになる。
両親の銀婚式が行われた事件前夜にこの行為が両親に見つかり、父親からは「バカ、一人前に大学にも入れないくせにこのざまは何事か。お前のような泥棒を家に置いておくわけにはいかない。お前はクズだ、出て行け!」と叱責され足蹴にされた。それまで味方だった母親もこのときは「あんたはダメな子だ」と冷たくあしらった。その約3時間後に事件が起きた。父親から「明日中に追い出してやる」と言われ、自分の居場所を失ったと感じた予備校生は翌朝未明、酒を大量に飲んだあと金属バットで両親を撲殺した。
予備校生は犯行後、強盗の仕業に見せかけるために金属バットや血の付いた衣服を隠すなどの偽装工作を行った後、夜が明けてから警察に通報し「強盗による殺害」と証言した。犯行の翌日に親類からの追及によって犯行を認め、親類から警察に通報され逮捕された。逮捕後は犯行を素直に認め、自ら詳細を供述した。
裁判では、父親の大学時代の同期生であり親友だった河原勢自が私選弁護人に選任された。
1984年（昭和59年）4月25日、第一審の横浜地方裁判所川崎支部は、検察の求刑懲役18年に対し、「親類を通じて警察に通報したのは、自首と同じ」などとする弁護人の主張を退け、両親からの叱責が引き金になったのは基本的には被告人の落ち度であり、両親に落ち度があるとはいえないことを認めながら、前科や非行歴がないこと、被告人は心神喪失または少なくとも心神耗弱だったとは言えないまでも、精神鑑定の結果から発達障害があり、飲酒によって事理弁識能力を（「著しく」＝耗弱ではないが）相当減弱した中での偶発的な犯行であること、逮捕後は素直に自供していること、真摯な反省と後悔の念があること、更生の可能性などを考慮した上で、懲役13年（未決勾留900日算入）の判決を言い渡した。予備校生はこれを温情判決として控訴せず有罪が確定、千葉刑務所に服役。1994年に刑期満了で出所した。
元獄中仲間である見沢知廉の『囚人狂時代』シリーズによると、服役中は、紅白野球大会での言動をきっかけに、「金属バットをフルスイングするあたり、恐そうに見えるけど、話がつまらない」という理由で、別の獄中仲間からひどいいじめを受けていたらしい。それでも看守たちの心証は良かった方だという。

## 論争
- 受験戦争、父や兄への劣等感（学歴コンプレックス）、家庭内でのコミュニケーション不足が原因との主張がある。犯行の動機を「受験勉強に伴う劣等感・精神的維持の限界がもたらした無気力」と主張し、1981年10月の法廷で証言したのは代々木ゼミナール本校の真向いにあるクリニックの女性院長[6]だった。
- 上記のような問題は全く関係がなく、その他の深刻な問題が絡んでいるとの説もある。田原総一朗は「新事実　金属バット殺人『母子相姦説』を追う」においてこの事件にエディプスコンプレックス、母子相姦が絡んでいると指摘している[7]。ルポライターの溝口敦も同様の指摘をしている。田原のレポートは取材スタッフとの対談形式で「これは推測だけど」「ここからは憶測だけど」との断りが頻出しているものであった[8]。柳田邦男は田原の論を辻褄合わせと非難し[9]、朝倉喬司はこの説を嘘と断定した[10]。

## 題材とした作品
- BOØWY『MORAL』- モチーフにした楽曲「WATCH YOUR BOY」が収録されている（1982年）。
- 月曜ワイド劇場『金属バット殺人事件』 （1985年4月8日放送、テレビ朝日系）出演：平幹二朗、南田洋子、奥田瑛二、岩崎加根子、五月みどり、清水マリ子、園部博之 ほか
- 佐瀬稔『金属バット殺人事件 戦後ニッポンを読む』（読売新聞社、1997年）。
- テレビ朝日『ビートたけし新解釈ニッポン人の現代史！』司会・ビートたけし、出演・鳥越俊太郎、茂木健一郎、阿川佐和子、森永卓郎、2008年12月28日放送。事件までの経緯を再現フィルムを交えて紹介した。
- 山崎哲『子供の領分』- この事件をモチーフにした戯曲。
- 藤原新也 - 1983年に刊行した写真集『東京漂流』に犯人の自宅写真を掲載し、事件の意味を考察した。その写真は同年発売のEP-4のアルバム『Lingua Franca-1』のジャケットにも使用された。